# Asłanbek Fidarow
Asłanbek Edykowycz Fidarow (ukr. Асланбек Эдикович Фідаров; ur. 4 maja 1973 w Ordżonikdze, zm. 8 grudnia 2020 tamże) – ukraiński zapaśnik w stylu wolnym. Olimpijczyk z Atlanty 1996, gdzie zajął osiemnaste miejsce w kategorii 57 kg. Piąty w mistrzostwach świata w 1995. Zdobył dwa medale na mistrzostwach Europy, złoty w 1995. Drugi na igrzyskach wojskowych w 1997 roku.